# ماغدالينا مازور
ماغدالينا مازور (بالبولندية: Magdalena Mazur)‏ هي عارضة وممثلة بولندية، ولدت في 1976 في كاتوفيتسه في بولندا.

## وصلات خارجية
- ماغدالينا مازور على موقع IMDb (الإنجليزية)
- ماغدالينا مازور على موقع قاعدة بيانات الفيلم (الإنجليزية)